# Гончуков, Владимир Иванович
Владимир Иванович Гончуков — советский кинорежиссёр и сценарист.

## Биография
Владимир Гончуков родился 2 февраля 1910 года в Москве в многодетной семье бухгалтера и домашней хозяйки. В 11 лет остался без родителей. Воспитывался в детском доме № 2 города Кострома.
С 14 лет работал учеником в рыбном магазине. В 15 лет выдержал приёмные испытания в Костромской театр студийных постановок, в котором работал до 1927 года. В 1927—1929 учился на театральном отделении Рабфака искусств, в 1929 году окончил режиссёрский факультет московской театральной студии имени М. Н. Ермоловой. В 1929—1930 — актёр театра имени МГСПС (ныне — Театр имени Моссовета). В 1930—1931 — художественный руководитель и главный режиссёр Государственной театральной мастерской в Ростове-на-Дону, в 1931—1932 — шахтёрского рабочего театра в городе Шахты, в 1932—1935 — Московского государственного экспериментального инструктивного театра(ГЭИТ).
С 1935 года работал на различных киностудиях: с 1936 года — Одесской, в 1941—1943 — Сталинабадской, в 1943—52 гг. был режиссёром киностудии «Мосфильм». С 1952 года — режиссер Киностудии имени М. Горького.
Умер 3 января 1956 года в Москве. Похоронен на Даниловском кладбище.

## Режиссёрская фильмография
- 1938 — Морской пост
- 1941 — Боксёры
- 1954 — Чемпион мира